# 58e cérémonie des Golden Globes
La 58e cérémonie des Golden Globes, récompensant les films et séries diffusés en 2000 et les professionnels s'étant distingués cette année-là, a eu lieu le 21 janvier 2001.

## Palmarès
Les lauréats sont indiqués ci-dessous en premier de chaque catégorie et en caractères gras.

### Cinéma

#### Meilleur film dramatique
- Gladiator
  - Billy Elliot
  - Erin Brockovich, seule contre tous (Erin Brockovich)
  - Sunshine
  - Traffic
  - Wonder Boys

#### Meilleur film musical ou comédie
- Presque célèbre (Almost Famous)
  - Bêtes de scène (Best in Show)
  - Chicken Run
  - Le Chocolat (Chocolat)
  - O'Brother (O Brother, Where Art Thou?)

#### Meilleur réalisateur
- Ang Lee pour Tigre et Dragon (臥虎藏龍)
  - Stephen Daldry pour Billy Elliot
  - Ridley Scott pour Gladiator
  - Steven Soderbergh pour Erin Brockovich, seule contre tous (Erin Brockovich)
  - Steven Soderbergh pour Traffic

#### Meilleur acteur dans un film dramatique
- Tom Hanks pour le rôle de Chuck Noland dans Seul au monde (Cast Away)
  - Javier Bardem pour le rôle de Reinaldo Arenas dans Avant la nuit (Before Night Falls)
  - Russell Crowe pour le rôle du général Maximus Decimus Meridius dans Gladiator
  - Michael Douglas pour le rôle de Grady Tripp dans Wonder Boys
  - Geoffrey Rush pour le rôle du Marquis de Sade dans Quills, la plume et le sang (Quills)

#### Meilleure actrice dans un film dramatique
- Julia Roberts pour le rôle d'Erin Brockovich dans Erin Brockovich, seule contre tous (Erin Brockovich)
  - Joan Allen pour le rôle de la sénatrice Laine Hanson dans Manipulations (The Contender)
  - Björk pour le rôle de Selma Jezkova dans Dancer in the Dark
  - Ellen Burstyn pour le rôle de Sara Goldfarb dans Requiem for a Dream
  - Laura Linney pour le rôle de Sammy Prescott dans Tu peux compter sur moi (You Can Count on Me)

#### Meilleur acteur dans un film musical ou une comédie
- George Clooney pour le rôle d'Ulysses Everett McGill dans O'Brother (O Brother, Where Art Thou?)
  - Jim Carrey pour le rôle du Grinch dans Le Grinch (How the Grinch Stole Christmas)
  - John Cusack pour le rôle de Rob Gordon dans High Fidelity
  - Robert De Niro pour le rôle de Jack Byrnes dans Mon beau-père et moi (Meet the Parents)
  - Mel Gibson pour le rôle de Nick Marshall dans Ce que veulent les femmes (What Women Want)

#### Meilleure actrice dans un film musical ou une comédie
- Renée Zellweger pour le rôle de Betty Sizemore dans Nurse Betty
  - Juliette Binoche pour le rôle de Vianne Rocher dans Le Chocolat (Chocolat)
  - Brenda Blethyn pour le rôle de Grace Trevethyn dans Saving Grace
  - Sandra Bullock pour le rôle de Gracie Hart dans Miss Détective (Miss Congeniality)
  - Tracey Ullman pour le rôle de Frenchy Fox Winkler dans Escrocs mais pas trop (Small Time Crooks)

#### Meilleur acteur dans un second rôle
- Benicio del Toro pour le rôle de Javier Rodriguez dans Traffic
  - Jeff Bridges pour le rôle du Président Jackson Evans dans Manipulations (The Contender)
  - Willem Dafoe pour le rôle de Max Schreck dans L'Ombre du vampire (Shadow of the Vampire)
  - Albert Finney pour le rôle d'Ed Masry dans Erin Brockovich, seule contre tous (Erin Brockovich)
  - Joaquin Phoenix pour le rôle de Commode dans Gladiator

#### Meilleure actrice dans un second rôle
- Kate Hudson pour le rôle de Penny Lane dans Presque célèbre (Almost Famous)
  - Judi Dench pour le rôle d'Armande Voizin dans Le Chocolat (Chocolat)
  - Frances McDormand pour le rôle d'Elaine Miller dans Presque célèbre (Almost Famous)
  - Julie Walters pour le rôle de Mme Wilkinson dans Billy Elliot
  - Catherine Zeta-Jones pour le rôle d'Helena Ayala dans Traffic

#### Meilleur scénario
- Traffic – Stephen Gaghan
  - Presque célèbre (Almost Famous) – Cameron Crowe
  - Quills, la plume et le sang (Quills) – Doug Wright
  - Tu peux compter sur moi (You Can Count on Me) – Kenneth Lonergan
  - Wonder Boys – Steve Kloves

#### Meilleure chanson originale
- "Things Have Changed" interprétée par Bob Dylan – Wonder Boys
  - "I've Seen It All" interprétée par Björk – Dancer in the Dark
  - "One in a Million" interprétée par Bosson – Miss Détective (Miss Congeniality)
  - "My Funny Friend and Me" interprétée par Sting – Kuzco, l'empereur mégalo (The Emperor's New Groove)
  - "When You Come Back to Me Again" interprétée par Garth Brooks – Fréquence interdite (Frequency)

#### Meilleure musique de film
- Gladiator – Hans Zimmer et Lisa Gerrard
  - Le Chocolat (Chocolat) – Rachel Portman
  - Tigre et Dragon (臥虎藏龍) – Tan Dun
  - Malèna – Ennio Morricone
  - Sunshine – Maurice Jarre

#### Meilleur film étranger
- Tigre et Dragon (臥虎藏龍) •  Taïwan
  - Amours chiennes (Amores perros) •  Mexique
  - Malèna •  Italie
  - Les Cent Pas (I Cento Passi) •  Italie
  - La Veuve de Saint-Pierre •  France

### Télévision
Note : le symbole « ♕ » rappelle le gagnant de l'année précédente (si nomination).

#### Meilleure série dramatique
- À la Maison-Blanche (The West Wing)
  - Les Experts (C.S.I.)
  - Urgences (ER)
  - The Practice : Bobby Donnell et Associés (The Practice)
  - Les Soprano (The Sopranos)

#### Meilleure série musicale ou comique
- Sex and the City
  - Ally McBeal
  - Frasier
  - Malcolm (Malcolm in the Middle)
  - Will et Grace (Will & Grace)

#### Meilleure mini-série ou meilleur téléfilm
- Dirty Pictures
  - Point limite (Fail Safe)
  - For Love or Country: The Arturo Sandoval Story
  - Nuremberg
  - On the Beach

#### Meilleur acteur dans une série dramatique
- Martin Sheen pour le rôle de Josiah Edward Bartlet dans À la Maison-Blanche (The West Wing)
  - Andre Braugher pour le rôle du Dr Ben Gideon dans Gideon's Crossing
  - James Gandolfini pour le rôle de Tony Soprano dans Les Soprano (The Sopranos) ♕
  - Rob Lowe pour le rôle de Sam Seaborn dans À la Maison-Blanche (The West Wing)
  - Dylan McDermott pour le rôle de Bobby Donnell dans The Practice : Bobby Donnell et Associés (The Practice)

#### Meilleure actrice dans une série dramatique
- Sela Ward pour le rôle de Lily Manning dans Deuxième Chance (Once and Again)
  - Jessica Alba pour le rôle de Max Guevara dans Dark Angel
  - Lorraine Bracco pour le rôle du Dr Jennifer Melfi dans Les Soprano (The Sopranos)
  - Amy Brenneman pour le rôle du juge Amy Madison Gray dans Amy (Judging Amy)
  - Edie Falco pour le rôle de Carmela Soprano dans Les Soprano (The Sopranos) ♕
  - Sarah Michelle Gellar pour le rôle de Buffy Summers dans Buffy contre les vampires (Buffy the Vampire-Slayer)
  - Lauren Graham pour le rôle de Lorelai Gilmore dans Gilmore Girls

#### Meilleur acteur dans une série musicale ou comique
- Kelsey Grammer pour le rôle de Frasier Crane dans Frasier
  - Ted Danson pour le rôle du Dr John Becker dans Becker
  - Eric McCormack pour le rôle de Will Truman dans Will et Grace (Will & Grace)
  - Frankie Muniz pour le rôle de Malcolm dans Malcolm (Malcolm in the Middle)
  - Ray Romano pour le rôle de Ray Barone dans Tout le monde aime Raymond (Everybody Loves Raymond)

#### Meilleure actrice dans une série musicale ou comique
- Sarah Jessica Parker pour le rôle de Carrie Bradshaw dans Sex and the City ♕
  - Calista Flockhart pour le rôle d'Ally McBeal dans Ally McBeal
  - Jane Kaczmarek pour le rôle de Loïs dans Malcolm (Malcolm in the Middle)
  - Debra Messing pour le rôle de Grace Adler dans Will et Grace (Will & Grace)
  - Bette Midler pour le rôle de Bette dans Bette

#### Meilleur acteur dans une mini-série ou un téléfilm
- Brian Dennehy pour le rôle de Willy Loman dans Mort d'un commis voyageur (Death of a Salesman)
  - Alec Baldwin pour le rôle de Robert Jackson dans Nuremberg
  - Brian Cox pour le rôle de Hermann Göring dans Nuremberg
  - Andy García pour le rôle d'Arturo Sandoval dans For Love or Country: The Arturo Sandoval Story
  - James Woods pour le rôle de Dennis Barrie dans Dirty Pictures

#### Meilleure actrice dans une mini-série ou un téléfilm
- Judi Dench pour le rôle d'Elizabeth dans The Last of the Blonde Bombshells
  - Holly Hunter pour le rôle de Ruby Kincaid dans Harlan County War
  - Christine Lahti pour le rôle de Lyssa Dent Hughes dans An American Daughter
  - Frances O'Connor pour le rôle d'Emma Bovary dans Madame Bovary
  - Rachel Ward pour le rôle de Moira Davidson dans On the Beach
  - Alfre Woodard pour le rôle de Wanda dans Holiday Heart

#### Meilleur acteur dans un second rôle dans une série, une mini-série ou un téléfilm
- Robert Downey Jr. pour le rôle de Larry Paul dans Ally McBeal
  - John Mahoney pour le rôle de Martin Crane dans Frasier
  - David Hyde Pierce pour le rôle de Niles Crane dans Frasier
  - Sean Hayes pour le rôle de Jack McFarland dans Will et Grace (Will & Grace)
  - Christopher Plummer pour le rôle de F. Lee Bailey dans American Tragedy
  - Bradley Whitford pour le rôle de Josh Lyman dans À la Maison-Blanche (The West Wing)

#### Meilleure actrice dans un second rôle dans une série, une mini-série ou un téléfilm
- Vanessa Redgrave pour le rôle d'Edith dans Sex Revelations (If These Walls Could Talk 2)
  - Kim Cattrall pour le rôle Samantha Jones dans Sex and the City
  - Faye Dunaway pour le rôle Meg Gable dans Running Mates
  - Allison Janney pour le rôle de Claudia Jean Cregg dans À la Maison-Blanche (The West Wing)
  - Megan Mullally pour le rôle de Karen Walker dans Will et Grace (Will & Grace)
  - Cynthia Nixon pour le rôle de Miranda Hobbes dans Sex and the City

### Spéciales

#### Cecil B. DeMille Award
- Al Pacino

#### Miss Golden Globe
- Katie Flynn

## Récompenses et nominations multiples

### Nominations multiples

#### Cinéma
5  : Traffic, Gladiator
 4  : Le Chocolat, Presque célèbre, Wonder Boys, Erin Brockovich, seule contre tous
 3  : Tigre et Dragon, Billy Elliot
 2  : Miss Détective, Tu peux compter sur moi, Dancer in the Dark, Manipulations, Quills, la plume et le sang, O'Brother, Malèna, Sunshine

#### Télévision
5  : À la Maison-Blanche, Will et Grace
 4  : Sex and the City, Frasier, Les Soprano
 3  : Nuremberg, Malcolm, Ally McBeal
 2  : On the Beach, For Love or Country: The Arturo Sandoval Story, Dirty Pictures, The Practice : Bobby Donnell et Associés

#### Personnalités
2  : Steven Soderbergh, Björk, Judi Dench

### Récompenses multiples
Légende : Nombre de récompenses/Nombre de nominations

#### Cinéma
2 / 3 : Tigre et Dragon
2 / 4 : Presque célèbre
2 / 5 : Traffic

#### Télévision
2 / 4 : Sex and the City
2 / 5 : À la Maison-Blanche

#### Personnalités
Aucune

### Les grands perdants

#### Cinéma
0 / 4  : Le Chocolat

#### Télévision
0 / 5 : Will et Grace